# Équipe d'Algérie de football en 1992
L'équipe d'Algérie de football participe lors de cette année à la Coupe d'Afrique des nations 1992 organisée en Sénégal et aux Tours préliminaires de la Coupe du monde 1994 ainsi qu'aux Qualifications pour la Coupe d'Afrique des nations 1994. L'équipe d'Algérie est entraînée par abdelhamid kermali puis  Meziane Ighil.et mehdaoui abderrahmane 

## Les Matchs
| Date              | Stade, Ville, Pays                                  | Adversaire          | Score | Comp | Buteurs algériens                   |
| 13 janvier 1992   | Stade Aline Sitoe Diatta Ziguinchor, Sénégal        | Côte d'Ivoire       | 3 - 0 | CAN  |                                     |
| 17 janvier 1992   | Stade Aline Sitoe Diatta Ziguinchor, Sénégal        | Congo               | 1 - 1 | CAN  | Bouiche 44e                         |
| 19 mai 1992       | Stade National de Bahreïn Manama, Bahreïn           | Bahreïn             | 0 - 0 | A    |                                     |
| 14 août 1992      | Stade Ahmed-Zabana Oran, Algérie                    | Guinée-Bissau       | 3 - 1 | QCAN | Meziane 13e, Rahmouni 19e, Said 52e |
| 29 août 1992      | Brookfields National Stadium Freetown, Sierra Leone | Sierra Leone        | 1 - 0 | QCAN |                                     |
| 23 septembre 1992 | Stade olympique d'El Menzah Tunis, Tunisie          | Tunisie             | 1 - 1 | A    | Meziane 40e                         |
| 3 octobre 1992    | Stade Agoè-Nyivé Lomé, Togo                         | Togo                | 0 - 0 | QCAN |                                     |
| 9 octobre 1992    | Complexe sportif Akid Lotfi Tlemcen, Algérie        | Burundi             | 3 - 1 | QCM  | Tasfaout 40e 87e, Meziane 70e       |
| 24 novembre 1992  | Stade National de Bahreïn Manama, Bahreïn           | Émirats arabes unis | 0 - 0 | A    |                                     |
| 20 décembre 1992  | Ohene Djan Stadium Accra, Ghana                     | Ghana               | 2 - 0 | QCM  |                                     |

## Coupe d'Afrique des nations de football 1992
La Coupe d'Afrique des nations de football 1992 démarre le 12 janvier 1992 en Sénégal.

### 1ertour

#### Groupe C
| 13 janvier 1992 | Côte d'Ivoire                          | 3 – 0 | Algérie | Stade Aline Sitoe Diatta, Ziguinchor                     |                                                          |
|                 | A. Traoré 14e · Fofana 25e · Tiéhi 89e | |         | Spectateurs : 5 000 Arbitrage : Mohamed Hounnake-Kouassi | Spectateurs : 5 000 Arbitrage : Mohamed Hounnake-Kouassi |
|                 | Rapport                                | |         | Spectateurs : 5 000 Arbitrage : Mohamed Hounnake-Kouassi | Spectateurs : 5 000 Arbitrage : Mohamed Hounnake-Kouassi |
|                 | Équipes                                | Antar Osmani - Mourad Rahmouni, Fodil Megharia, Omar Belatoui (Youssef Heraoui 65'), Ali Benhalima, Kamel Adjas - Cherif El Ouazani, Moussa Sa�b, Hakim Meddane (Liazid Sandjak, 46') - Rabah Madjer, Ali Bouafia. Entra�neur : Abdelhamid Kermali. |         | Spectateurs : 5 000 Arbitrage : Mohamed Hounnake-Kouassi | Spectateurs : 5 000 Arbitrage : Mohamed Hounnake-Kouassi |

Entra�neur : Abdelhamid Kermali.
| 15 janvier 1992 | Côte d'Ivoire | 0 – 0 | Congo | Stade Aline Sitoe Diatta, Ziguinchor         |
|                 |               |       |       | Spectateurs : 5 000 Arbitrage : Ally Hafidhi |

| 17 janvier 1992 | Algérie     | 1 – 1 | Congo       | Stade Aline Sitoe Diatta, Ziguinchor                                                                                              | |
| | Bouiche 44e | | 7e Tchibota | Spectateurs : 5 000 spectateurs Arbitrage : Christopher Musaabi, assisté de mm. hafidh ali (Tanzanie) et abdelali naciri (Maroc). | Spectateurs : 5 000 spectateurs Arbitrage : Christopher Musaabi, assisté de mm. hafidh ali (Tanzanie) et abdelali naciri (Maroc). |
| | Rapport     | |             | Spectateurs : 5 000 spectateurs Arbitrage : Christopher Musaabi, assisté de mm. hafidh ali (Tanzanie) et abdelali naciri (Maroc). | Spectateurs : 5 000 spectateurs Arbitrage : Christopher Musaabi, assisté de mm. hafidh ali (Tanzanie) et abdelali naciri (Maroc). |
| kadri kamel (gb), rahmouni, benhalima ali, megharia fodil, belatoui omar, chérif el-ouazani, saib moussa, madjer rabah (cap) (tasfaouat abdel-hafid), menad, bouafia (rahim 69), bouiche nacer. - ent : abdelhamid kermali .* remplaçants : osmani antar (gb), meftah moheidine, lounici khaled. | Équipes     | Brice samba (gb), bouketo, nsomi, owcomat, matika (amazoul 69), ddomba, tchibota, mouyabi, tsoumou, ngapy, baloki. - ent : noel minga (pépé) . * remplaçants : mbongo, mounkassa, ngoyambemba. |             | Spectateurs : 5 000 spectateurs Arbitrage : Christopher Musaabi, assisté de mm. hafidh ali (Tanzanie) et abdelali naciri (Maroc). | Spectateurs : 5 000 spectateurs Arbitrage : Christopher Musaabi, assisté de mm. hafidh ali (Tanzanie) et abdelali naciri (Maroc). |

| Place | Club          | Pts | J | V | N | D | Buts + | Buts - | Diff. |
| 1er   | Côte d'Ivoire | 3   | 2 | 1 | 1 | 0 | 3      | 0      | +3    |
| 2e    | Congo         | 2   | 2 | 0 | 2 | 0 | 1      | 1      | 0     |
| 3e    | Algérie       | 1   | 2 | 0 | 1 | 1 | 1      | 4      | -3    |

## Les matchs
Légende: A : Match amical  / CAN : Coupe d'Afrique des nations de football 1992 / QCAN : Qualifications à la Coupe d'Afrique des nations de football 1994 / QCM : Tours préliminaires à la Coupe du monde de football 1994

### Bilan
| Rang | Équipe  | Pts | J  | G | N | P | Bp | Bc | Diff |
| ---- | ------- | --- | -- | - | - | - | -- | -- | ---- |
| #    | Algérie | 11  | 10 | 2 | 5 | 3 | 8  | 10 | -2   |

## Effectif
| Numéro / Nom       | Numéro / Nom             | Équipe             | Sél. (but)      | Date de naissance | J.              |                 |                 |                 |                 |
| Gardiens de but    | Gardiens de but          | Gardiens de but    | Gardiens de but | Gardiens de but   | Gardiens de but | Gardiens de but | Gardiens de but | Gardiens de but | Gardiens de but |
| ------------------ | ------------------------ | ------------------ | --------------- | ----------------- | --------------- | --------------- | --------------- | --------------- | --------------- |
|                    | Kamel Kadri              | MC Alger           |                 |                   |                 |                 |                 |                 |                 |
|                    | Mounir Laouar            | MO Constantine     |                 |                   |                 |                 |                 |                 |                 |
|                    | Antar Osmani             | ES Sétif           |                 |                   |                 |                 |                 |                 |                 |
| Défenseurs         |                          |                    |                 |                   |                 |                 |                 |                 |                 |
|                    | Kamel Adjas              | ES Sétif           |                 |                   |                 |                 |                 |                 |                 |
|                    | Omar Belatoui            | MC Oran            |                 |                   |                 |                 |                 |                 |                 |
|                    | Ali Benhalima            | UE Lleida          |                 | 21 janvier 1962   |                 |                 |                 |                 |                 |
|                    | Fodil Megharia           | Club africain      |                 | 23 mai 1961       |                 |                 |                 |                 |                 |
|                    | Mourad Rahmouni          | JS Kabylie         |                 |                   |                 |                 |                 |                 |                 |
|                    | Liazid Sandjak           | Paris SG           |                 | 11 septembre 1966 |                 |                 |                 |                 |                 |
|                    | Mohamed Tribèche         | ES Sétif           |                 |                   |                 |                 |                 |                 |                 |
| Milieux de terrain |                          |                    |                 |                   |                 |                 |                 |                 |                 |
|                    | Tahar Cherif El Ouazzani | Aydinspor          |                 | 10 juillet 1967   |                 |                 |                 |                 |                 |
|                    | Rabah Madjer             | Qatar SC           |                 | 15 février 1958   |                 |                 |                 |                 |                 |
|                    | Mahieddine Meftah        | JS Kabylie         |                 | 26 septembre 1968 |                 |                 |                 |                 |                 |
|                    | Moussa Saïb              | JS Kabylie         |                 | 6 mars 1969       |                 |                 |                 |                 |                 |
|                    | Abdelhafid Tasfaout      | MC Oran            |                 | 11 février 1969   |                 |                 |                 |                 |                 |
| Attaquants         |                          |                    |                 |                   |                 |                 |                 |                 |                 |
|                    | Ali Bouafia              | Olympique lyonnais |                 | 5 août 1964       |                 |                 |                 |                 |                 |
|                    | Nacer Bouiche            | Red Star           |                 | 16 mai 1963       |                 |                 |                 |                 |                 |
|                    | Youssef Haraoui          | Slovan Bratislava  |                 | 12 mai 1965       |                 |                 |                 |                 |                 |
|                    | Hakim Medane             | FC Famalicão       |                 | 5 septembre 1966  |                 |                 |                 |                 |                 |
|                    | Djamel Menad             | FC Famalicão       |                 | 22 juillet 1960   |                 |                 |                 |                 |                 |
|                    | Mohamed Rahem            | USM El Harrach     |                 |                   |                 |                 |                 |                 |                 |

 = capitaine --  Gardien de butDéfenseurMilieu de terrainAttaquantSélectionneur